# Al Jensen
Allan Raymond „Al“ Jensen (* 27. November 1958 in Hamilton, Ontario) ist ein ehemaliger kanadischer Eishockeytorwart, der von 1980 und 1987 für die Detroit Red Wings, Washington Capitals und Los Angeles Kings in der National Hockey League spielte.

## Karriere
Während seiner Juniorenzeit spielte Jensen bei den Hamilton Fincups in der OHL. Das Team war mit Spielern wie Dale McCourt, Al Secord und Willie Huber sehr stark besetzt und gewann den Memorial Cup. Beim NHL Amateur Draft 1978 wählten ihn die Detroit Red Wings in der zweiten Runde als 31. aus. Er war bereits im Vorfeld als bester Torwart im Draft gehandelt worden und wurde auch als erster Torwart ausgewählt.
Seine erste Station im Profibereich waren die Kalamazoo Wings in der IHL und die Adirondack Red Wings in der AHL, bei denen er überzeugen konnte. In der Saison 1980/81 kam er zu einem Einsatz bei Red Wings, doch er musste hierbei sieben Gegentore hinnehmen. Zur folgenden Saison gab Detroit ihn an die Washington Capitals ab. Nach einigen Spielen für die Hershey Bears in der AHL schaffte er den Sprung in die NHL und wurde zum zweiten Torwart hinter Dave Parro. Im Jahr darauf löste er diesen ab und teilte sich den Platz im Tor der Capitals meist mit Pat Riggin. Zusammen gewannen die beiden in der Saison 1983/84 die William M. Jennings Trophy. Die folgenden Jahre waren wechselhaft und eine Knieverletzung im Januar 1985 zwang ihn zu zwanzig Spielen Pause.
Als die Capitals in der Saison 1986/87 auf Bob Mason setzten, wurde er für Garry Galley an die Los Angeles Kings abgegeben. Dort konnte er sich nicht durchsetzen und bestritt für die Kings nur fünf Spiele. 1988 beendete er seine Karriere.
Jensen arbeitet derzeit als Scout für den Central Scouting Service der NHL, wo er als leitender Scout für Torhüter tätig ist.

## Sportliche Erfolge
- 1976 Memorial-Cup-Gewinn mit den Hamilton Fincups
- 1977 Silbermedaille bei der Junioren-Weltmeisterschaft
- 1978 Bronzemedaille bei der Junioren-Weltmeisterschaft
- 1981 Calder-Cup-Gewinn mit den Adirondack Red Wings

### Persönliche Auszeichnungen
- 1977 OMJHL Second All-Star Team
- 1978 OMJHL First All-Star Team
- 1978 Dave Pinkney Trophy
- 1984 William M. Jennings Trophy (gemeinsam mit Pat Riggin)